# Ladislav Tomaček
Ladislav Tomaček (Galanta, 26 settembre 1982) è un ex calciatore slovacco, di ruolo attaccante.

## Carriera

### Club
Ha giocato nella massima serie slovacca.

## Statistiche

### Presenze e reti nei club
| Stagione        | Squadra         | Campionato      | Campionato | Campionato | Coppe nazionali | Coppe nazionali | Coppe nazionali | Coppe continentali | Coppe continentali | Coppe continentali | Altre coppe | Altre coppe | Altre coppe | Totale | Totale |
| Stagione        | Squadra         | Comp            | Pres       | Reti       | Comp            | Pres            | Reti            | Comp               | Pres               | Reti               | Comp        | Pres        | Reti        | Pres   | Reti   |
| --------------- | --------------- | --------------- | ---------- | ---------- | --------------- | --------------- | --------------- | ------------------ | ------------------ | ------------------ | ----------- | ----------- | ----------- | ------ | ------ |
| gen.-mag. 2011  | Spartak Trnava  | SL              | 9          | 4          | CS              | 2               | 2               | -                  | -                  | -                  | -           | -           | -           | 11     | 6      |
| 2011-2012       | Spartak Trnava  | SL              | 25         | 6          | CS              | 2               | 1               | UEL                | 7                  | 6                  | -           | -           | -           | 34     | 13     |
| 2012-2013       | Spartak Trnava  | SL              | 16         | 2          | CS              | 4               | 0               | UEL                | 3                  | 0                  | -           | -           | -           | 23     | 2      |
| Totale carriera | Totale carriera | Totale carriera | 50         | 12         |                 | 8               | 3               |                    | 10                 | 6                  |             | -           | -           | 68     | 21     |